# ンコ語
ンコ語（ンコご、英: N'ko）はマンディング諸語の共通語（コイネー）を基礎とした書記言語である。ンコ（N'ko）はマンディンカ語で「私は言う」の意味である。
表記体系は、かつてはアジャミ文字（アラビア文字）が主であったが、1949年に独自のンコ文字が発明され、急速に普及した。詳細は当該記事を参照のこと。
ギニア、ギニアビサウ、マリ、コートジボワール、ブルキナファソ、その他西アフリカ諸国で、主要な文語として使用されている（ただし、ンコ語が独占的であるというわけではない）。口語としてのマンディング諸語には、具体的にはマニンカ語、バンバラ語、デュラ語などが含まれる。
模範的な文法（ߞߊ߲ߜߍ kan-gbɛ 直訳すると"言語作法"）は、ンコ文字の創始者として知られるソロマナ・カンテによって、カンテの出身地であるギニアのカンカン地方で話されているマニンカモリ（Màninkamori）方言に基づいて体系化され、コイネーとして各言語を仲介している。
ヴァレンティン・ヴィドリン（1999）とコールマン・ドナルドソン（2019）は、標準化された文語であるンコ語を用いてマンディング諸語の文章を書き表すことの支持が強まっていると指摘した。諸々の方言話者への識字教育においても、ンコ語の使用が増えている。また、電子通信でも広く使用されている。
ンコ語には、現代で実際に話されているマンディング諸語の発音と大幅に異なる語形のものもある。例えば、母音間の軟口蓋音（[ɡ]、[k]、[ɣ]、[x]またはゼロ子音）の表し方について、少なくとも一つの慣例がある。これらの音は言語によっては発音はされうるが、ンコ語の綴り上は同じになる。具体例として、「名前」を意味する単語は、バンバラ語では/tɔɡɔ/であり、マニンカ語では/tɔɔ/であるが、標準的なンコ語表記形はߕߐ߮ /tɔ̀/である。筆談では各人がンコ文字を使用して単一の統一的な方法で表記するが、発音上は各々の言語変種（方言）に則って読むことになる。
2024年6月27日、Google 翻訳にンコ語が追加された。